# 小行星23102
小行星23102（23102 Dayanli）是一颗绕太阳运转的小行星，为主小行星带小行星。该小行星于1999年12月发现。

## 轨道参数
小行星23102的轨道半长轴为411 055 636 km，2.7476981 UA，离心率为0.011。